# Luci d'Etrúria
Luci d'Etrúria (en llatí Lucius, en grec Λούκιος) va ser un filòsof romà, que Plutarc menciona.
Va florir en temps de Neró a la meitat del segle i i era deixeble de Moderat de Gades el filòsof pitagòric que vivia en aquesta època. Luci sostenia que Pitàgores va ser realment un etrusc, però aquesta opinió no fou mai acceptada.